# Жилко Федот Трохимович
 Федо́т Трохи́мович Жилко́ (нар. 1 (14) березня 1908, с. Соловцовка, тепер Кондольського району Пензенської області, Росія — 17 грудня 1995, м. Пушкіно Московської області) — український мовознавець, діалектолог, лінгвогеограф, доктор філологічних наук з 1960, професор з 1961. Завідувач відділу діалектології Інституту мовознавства НАН України). Розробив концепцію і керував підготовкою, редактор «Атласу української мови» (т. 1—3, 1984—2001).

## Біографія
Закінчив 1932 Київський інститут професійної освіти.
З 1938 викладав у вишах, протягом 1948—1973 працював в Інституті мовознавства АН УРСР (тепер - Інститут мовознавства імені О. О. Потебні НАН України) (1950—1972 — завідувач відділу діалектології).
У 1951—1958 — головний редактор журналу «Українська мова в школі».
У 70-ті роки за наклепом був звинувачений в українському буржуазному націоналізмі і звільнений з Інституту мовознавства. Поселився в місті Пушкіно Московської області, де продовжив свою наукову роботу, публікуючи її результати у фахових виданнях і беручи участь в міжнародних конференціях з різних лінгвістичних питань.

## Наукова діяльність
Розробив концепцію і керував підготовкою, був одним з авторів і редакторів «Атласу української мови» (т. 1—3, 1984—2001).
У 40-70-х рр. координував діалектологічні дослідження в Україні.
Праці з теоретичних проблем української лінгвогеографії («Діалектологічний атлас української мови. Проспект», 1952; «Деякі питання картографування в національних атласах слов'янських мов», 1975; «Проблеми регіональних атласів слов'янських мов», 1976; «Концепція Атласу української мови», 1980), фонології української та ін. слов'янських мов («Фонологічні особливості української мови в порівнянні з іншими слов'янськими», 1965; «Деякі особливості фонем слов'янських мов», 1986, рос. мовою), діалектного членування української мови («Говори української мови», 1958; «Ареальні системи української мови», 1990).
Уклав карту українських говорів (1955), підготував програму і перший підручник з української діалектології для вишів («Нариси з діалектології української мови», 1955, 1966).

## У мережі
- Сторінка Ф. Т. Жилка на сайті Інституту мовознавства ім. О. О. Потебні НАН України [Архівовано 24 квітня 2015 у Wayback Machine.]
- Жилко Ф. Т. Українська літературна мова кінця XIX і початку XX ст. : лекція для студентів заочників мов.-літ. фак. пед. і учител. ін-тів / Ф. Т. Жилко ; М-во освіти УРСР – Упр. вищ. шк., Наук.-метод. каб. заоч. пед. освіти. — Київ : Рад. шк., 1948. — 23 с. [Архівовано 7 серпня 2020 у Wayback Machine.]